# راي وايت (ملحن)
راي وايت (بالإنجليزية: Ray White)‏ هو مغني وعازف قيثارة وملحن أمريكي، ولد في القرن العشرين.

## وصلات خارجية
- راي وايت على موقع IMDb (الإنجليزية)
- راي وايت على موقع ميوزك برينز (الإنجليزية)
- راي وايت على موقع ديسكوغز (الإنجليزية)
- راي وايت على موقع قاعدة بيانات الفيلم (الإنجليزية)